# Cascade d'Aubert
La cascade d'Aubert est une chute d'eau naturelle des Pyrénées, située à l'ouest du massif de Sourroque, sur la commune de Moulis, près de Saint-Girons dans le département français de l'Ariège.

## Hydrologie

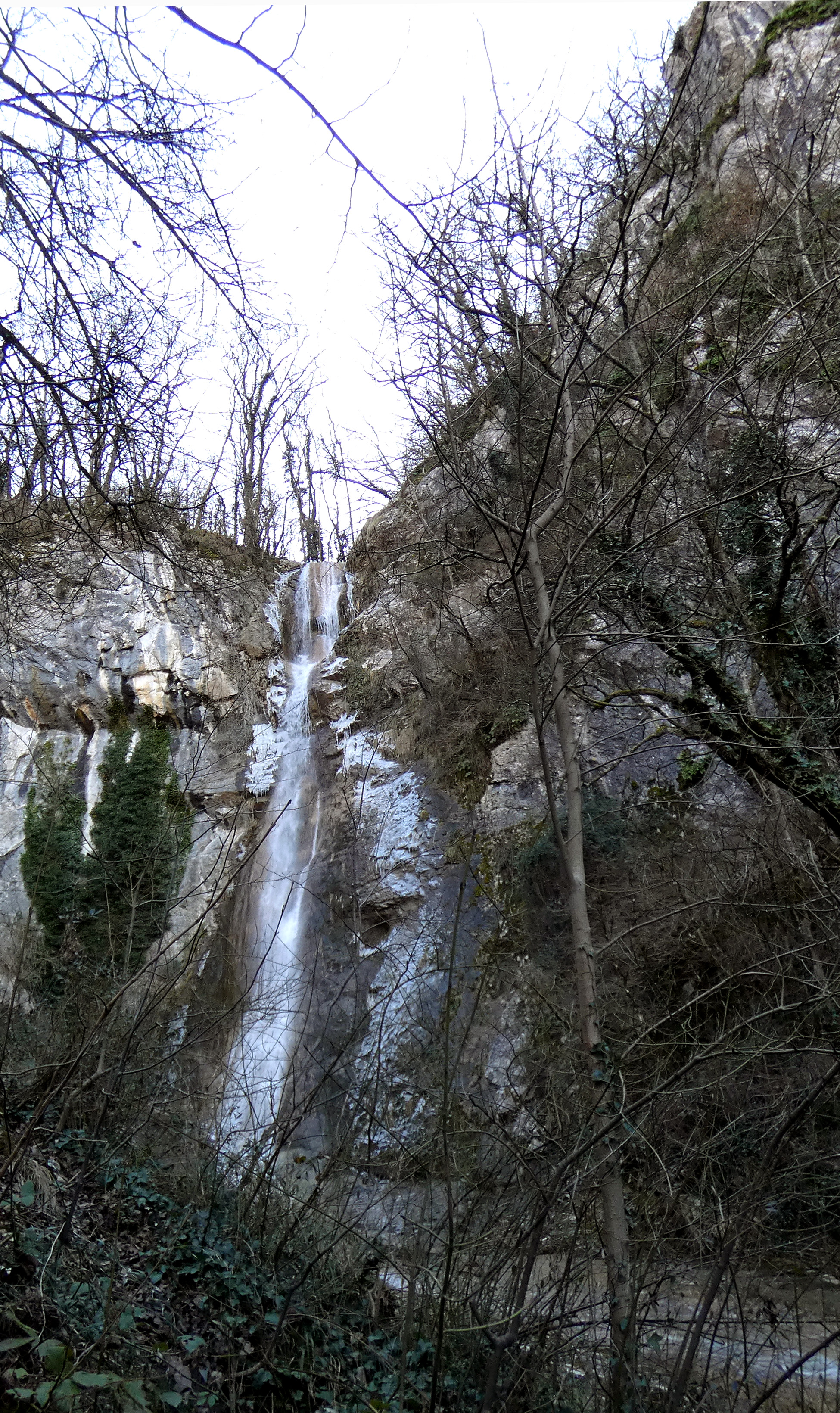
la cascade en décembre 2021

Aubert est un hameau important de la commune de Moulis au sud-est duquel coule la cascade. Native à 552 m d'altitude, elle est alimentées par le ruisseau de Poudades, affluent en rive droite du Lez mais qui approvisionne également avant la confluence un canal pour une papeterie de Saint-Girons fermée en octobre 2008. Cependant, le ruisseau se perd en contrebas de la cascade au contact de dolomies jurassiques. En période d’étiage, la perte du Coustou, pénétrable sur quelques dizaines de mètres, peut absorber toutes les eaux.

## Description
Environnée par une forêt domaniale, la cascade est située au centre d'un canyon sur le versant nord (ombrée) en limite occidentale du massif de Sourroque au nord-ouest de la Quère de Mail (700 m). Issue d'un petit bassin versant, le débit peut varier rapidement avec les précipitations et est généralement modeste dès fin juin.

## Valorisation touristique et sportive
La cascade est une composante majeure du site de canyoning de Moulis avec des prestations organisées par des moniteurs qualifiés notamment en mai et juin quand la chute présente une belle chevelure aquatique.
Situé en amont de la cascade et en contrebas des hameaux de Couret et Montfaucon-d'en-Bas, Roc’Aventure est un parcours en hauteur avec de nombreuses falaises qui permettent d'évoluer en hauteur (jusqu’à 100 m) d’une rive à l’autre du canyon en alternant ponts de singe, passerelles, tyroliennes (jusqu’à 200 m de longueur), mains-courantes, via ferrata. L'encadrement d'un moniteur diplômé est obligatoire.